# Heart and Soul (浜田麻里の曲)
「Heart and Soul」（ハート・アンド・ソウル）は、浜田麻里の8枚目のシングル。ビクター音楽産業／Invitationから1988年9月7日に発売された。
表題曲とカップリング曲の「My Tears」ともに、NHK『1988年ソウルオリンピック』のイメージソングとして使用された。

## 制作

### Heart and Soul
NHK『1988年ソウルオリンピック』のイメージソングとして制作され、数多くの世代に認知されるきっかけとなった楽曲である。
8枚目のアルバム『LOVE NEVER TURNS AGAINST』（1988年）の制作が終わり、アメリカから日本に帰国したタイミングで「すぐ作ってください」と依頼されたため、浜田は過労状態もあって当初はあまりやりたくなかったという。
タイトルにある「Soul」は、オリンピックの開催地であるソウルと霊魂を意味する『ソウル』をかけている。

### My Tears
表題曲同様、NHK『1988年ソウルオリンピック』のイメージソングとして制作され、浜田は「イントロがすごくオリンピック向きにできたことが勝因かなと思います」としたうえで、「歌詞も含めて『Heart and Soul』以上にハマって、自分の生き様とアスリートの心情を重ねた、リスナーの皆さんの情感に訴えるバラードができたという実感がありました」と語っている。

## チャート成績
本楽曲でオリコンチャート最高7位を記録し、初トップ10にランクインした。

## 収録曲
| 全作詞: 浜田麻里。 |                    |           |            |      |
| #                  | タイトル           | 作詞      | 作曲・編曲 | 時間 |
| 1.                 | 「Heart and Soul」 | 浜田麻里  | 大槻啓之   | 4:53 |
| 2.                 | 「My Tears」       | 浜田麻里  | 増田隆宣   | 6:20 |
| 合計時間:          | 合計時間:          | 合計時間: | 11:13      |      |

## メディアでの使用
| # | 曲名               | タイアップ                            | 出典        |
| - | ------------------ | ------------------------------------- | ----------- |
| 1 | 「Heart and Soul」 | ソウルオリンピック NHK イメージソング | [ 1 ] [ 2 ] |
| 2 | 「My Tears」       | ソウルオリンピック NHK イメージソング | [ 1 ]       |